# マシュー・キャンプ
マシュー・キャンプ（Matthew Camp、1984年3月15日 － ）は、アメリカ合衆国のポルノ男優、ソーシャルメディアの司会者。マシューは2013年の『Getting Go: The Go Doc Project』で名声を得た。2020年からはリアリティ番組『スラッグ・ウォーズ』の共同司会も務める。

## 経歴
マシューは21歳の時、ニューヨーク市でゴーゴーダンサーとしてキャリアをスタートさせた。彼はコリー・クリュッケベルク監督のドキュメンタリー・プロジェクト『キャンプ・カオス』で主演した。
マシューは下着ブランドでモデルを務めるほか、香水ブランドや衣料品ブランドを作っており、その中にはレベッカ・モアと組んだマシュー・キャンプ・デザインズやダディー・クチュールも含まれる。マシューは2019年、イギリスのゲイ雑誌アティテュードの表紙を飾った。
マシューはLGBTQ+の人物として、あるいはセックス・ポジティブ運動家としても知られている。2018年頃、ニューヨークのクラブシーンが低迷を続ける中で、マシューはニューヨーク州のハドソン市に引っ越し、OnlyFansのアカウントを開設した。マシューのインスタグラムのアカウントは50万人以上のフォロワーを抱えている。
マシューは2021年初頭にヘイト・クライムの犠牲者になった。1月4日、ポキプシーにある彼の自宅が放火された。犯人が屋根付き玄関に発火促進剤をまき散らし、家を燃やしている様子が防犯カメラに録画されていた。

## フィルモグラフィー
- トム・オブ・フィンランド - 1957、サービス・ステーション、マスター・カット Tom of Finland - 1957, Service Station, Master Cut （Men.com、2019-2020年）

### 一般作品
| 公開年 | 作品                                              | 役名                 | 備考                  |
| ------ | ------------------------------------------------- | -------------------- | --------------------- |
| 2010   | Matthew                                           | 本人                 | ショート・フィルム    |
| 2013   | Getting Go: The Go Doc Project                    | Go                   |                       |
| 2016   | Sock Job                                          | 若い男性             |                       |
| 2016   | Mess                                              | Mike                 | TVミニシリーズ（3話） |
| 2018   | Hurricane Bianca; From Russia with Hate Hurricane | 警備員               |                       |
| 2019   | Wig                                               | 本人                 | ドキュメンタリー      |
| 2019   | The MEN                                           | マシュー/自転車刑事  | TVシリーズ（7話）     |
| 2020   | Slag Wars: The Next Destoryer                     | 本人                 | リアリティ番組（4話） |
| 2021   | Iconic Justice                                    | Bailiff Matthew Camp | TVミニシリーズ（6話） |
| 2021   | Call Me Mother                                    | 本人                 | 7話へのゲスト出演     |
| 2022   | Hot Haus                                          | 本人                 | リアリティ番組        |